# 社會物理學
社會物理學是一門科學領域，利用在物理學啟發的數學工具來了解人類的群體行為。現代商業用途中，也可以指利用大數據來分析社會現象。

## 研究目标
找出那些人類社會獨有或其與物理學相關的定理、現象。

### 研究城市
目標是找出城市的擴增、改變的定律。這樣就可知道未來與古代的居住地地圖。

### 研究交通
讓交通都順暢，例如壅塞學就有在研究
量子動力學應用於駕駛人視覺流刺激與駕駛反應行為研究

### 研究市場
目標是能知道未來各國的經濟、資源，和讓所有人都夠有錢。
當貧富差距部分不斷擴大之後，市場坡動也增加。

### 研究社群
目標是要知道未來各國的行動與思考，且能改變。人分解成為單子，每個分別有自己的原則，分別的目標，原子的世界就在這裡達到極至。
人的合作性很強，容易跟隨群體，但每個人的跟隨性分等級，例如一件事要去做，有人會就算沒人做過還是去做，這位人的跟隨級是0人，而一旦有一人去做，跟隨級1的就會也開始做，接下來跟隨級分數越高的就會一一加入，跟隨級也成常態分布；很多行動就是這樣引起的，例如革命、暴動等，人可能會因為從眾而不理性，所以發起人很重要，他會引想這群人未來的行為。
一群人是有規則性的行動的，就像氣體分子在單體時沒有規則，但一群氣體卻可有。
人不一定是理性的。
目前研究成果:六度分隔理論、從眾效應。

### 通則
在真實世界中，受到常態分布尾端控制的部份，就跟受到平均值控制的部分一樣多。相對的數量一樣。
研究成果:無尺度網路、群聚效應。

## 商業應用
現代商業上的社會物理學是指利用“大數據”分析和數學規律來了解群眾的行為。其核心思想是，人類活動的數據（例如電話記錄、信用卡購買、出租車撘乘、網絡活動等）包含數學模式，這些數學模式是社交互動如何傳播和收斂的特徵。然後，這些數學上的不變性可以用於行為變化分析和檢測新興行為模式。
最近，麻省理工學院艾力克斯•潘特蘭和亞尼弗•阿特舒勒的研究結合了社會物理學與機器學習，以提高機器學習應用的性能。 「Endor」是由阿特舒勒共同創立的公司，利用社會物理學介紹一個預測智能平台，可以自動化回答預測的業務問題。
網絡安全領域，另外由亞尼弗•阿特舒勒領導的團隊展示了社會物理學概念如何表現為嵌入大型資料庫中的數學不變性，可用於產生針對行為資訊(behavioral information)的新型高效攻擊。

## 近期相關著作
- 巴拉巴西（英语：Albert-László Barabási）,《Linked》, 2002。[5]
- 布侃南（英语：Mark Buchanan）,《The Social Atom》, 2007。[6]
葉偉文 譯,《隱藏的邏輯》, 天下文化, 2007。
- 菲利浦．鮑爾（英语：Philip Ball） ,《Critical Mass（英语：Critical Mass）》, 2004。
謝伯讓 譯,《用物理學找到美麗新世界》, 木馬文化, 2008。
- 托馬斯·克羅姆比·謝林《Micromotives and Macrobehavior》, 2006。
高一中 譯,《微觀動機與宏觀行為》, 臉譜, 2008。
- 菲利浦．鮑爾（英语：Philip Ball） ,《Why Society is a Complex Matter》, 2012。[7]
- 艾力克斯·潘特蘭（英语：Alex Pentland） ,《Social Physics》, 2014。[8]
許瑞宋 譯,《數位麵包屑裡的各種好主意》, 大塊文化, 2014。

## 科幻小說中的社會物理學
"社會物理學"是一門近幾年(21世紀初)新興的學科，正在發展中。它是指用物理的作風研究社會、都市、交通、組織、企業、政治、資源、大眾心理、市場......的科學。相對於物理，它把人當成原子，也就是社會原子，社會原子可以是人也可以是人群；然後把社會當成宇宙，主要研究社會原子相對運動的模式。在多粒子系統中，研究單一粒子本身難以解釋它的行為(研究地球並不能解釋它為何會公轉)，但是研究大量粒子的互動是可以找出規律的(研究太陽系很容易發現恆星、行星、衛星間的運動模式)。
社會物理學的極至可以發展到研究社會中一切群體系統，甚至準確預測、改變未來的經濟、人口數、重大事件、政治......，最後達到能終止貧窮、戰爭......的目的，然而預測未來未必是好事，股票市場所可能受到的影響就是一例。目前主要研究方法是利用現今的大量資訊配合統計學在人類社會中找出通則，進而藉由研究找出其中的[模式]，甚至是定理。此外，物理學中許多理論或現象套用在社會中是一樣、相似或有關聯的，只是我們尚未發覺。

### 心理史學
阿西莫夫將這個概念應用到銀河帝國上，其人口以百兆計，達到了統計學的數量級。預測一個人或者少數人的未來是沒有可能的，但是對於如此數量級的人類社會動向就完全可以通過統計科學的計算而預知到，可知道未來的各國[經濟]、[國界]、兵力、人口數、[事件]、[科技]、[資源]、人的思考。在小說中，該學科由小說人物哈里·謝頓創立，他提出了兩個假定前提：

- 作为研究对象的人类，总数必须达到足以用统计的方法来加以处理
- 研究对象中必须没有人知晓本身已是心理史学的分析样本。即须保证研究对象的随机性和自发性